# Les Cercles de l'épouvante

Les Cercles de l'épouvante est un recueil de nouvelles fantastiques de Jean Ray, paru en 1943.
Le recueil est dédié à sa fille Lulu.

## Liste des nouvelles
- Liminaire : les Cercles
- La Main de Götz von Berlichingen
- L'Assiette de Moustiers
- Le Cimetière de Marlyweck
- Le Dernier voyageur
- L'Homme qui osa
- Dürer, l'idiot
- L'Auberge des spectres
- L'Histoire du Wûlkh
- Le Miroir noir
- Hors des Cercles

## Adaptation cinématographique
La nouvelle L'homme qui osa, histoire d'un marécage où les pâtres et les troupeaux disparaissent mystérieusement, fut adaptée en film en 1966. Il est lui aussi intitulé L'homme qui osa.  